# John Pierpont

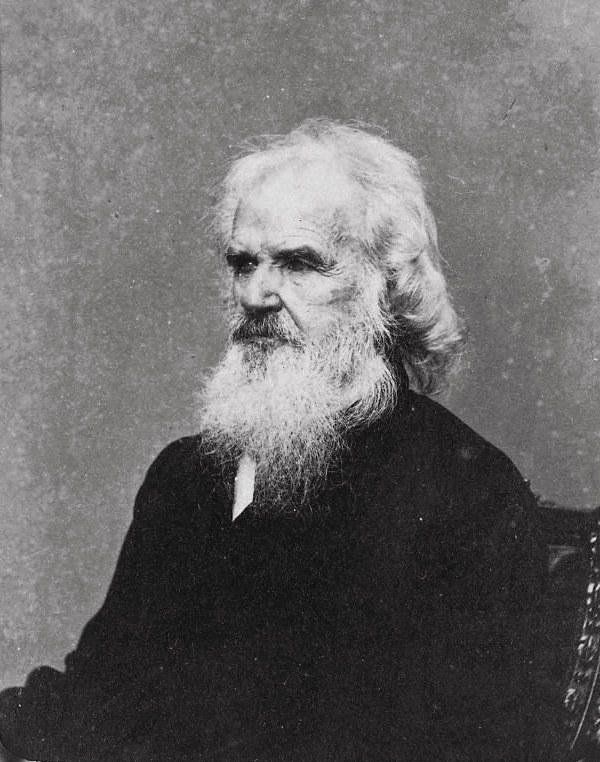
John Pierpont, fotografiert von Mathew Brady

John Pierpont (* 6. April 1785 in Litchfield; † 27. August 1866 in Medford) war ein US-amerikanischer Lyriker, der später auch als Lehrer, Rechtsanwalt, Kaufmann, und Geistlicher der Unitarier tätig war. Sein bekanntestes Gedicht heißt The Airs of Palestine.

## Leben
Geboren in Litchfield (Connecticut), war John Pierpont als Lehrer, Anwalt, Kaufmann und Geistlicher tätig. In 1816 begann er seine religiöse Arbeit als Theologie-Student, zuerst in Baltimore und später in Harvard. Dann nahm einer eine Berufung als Pastor an der Hollis Street Church in Boston (1819–1845) an. Während seiner Amtszeit war Pierpont maßgeblich an der Gründung der Bostoner English Classical School in 1821 beteiligt und fand landesweit als Lehrer Beachtung. Er veröffentlichte zwei bekannte Früh-Schullektüren der USA, The American First Class Book (1823) und The National Reader (1827). Aber Pierponts spätere Jahre an der Hollis Street Church waren durch Gegensätze geprägt. Durch sein soziales Engagement für Mäßigung und Abschaffung der Sklaverei verärgerte er einige Gemeindemitglieder und gab, nach einem langen öffentlichen Kampf, schließlich seine Stelle in 1845 auf.
Nach seinem Rücktritt diente Pierpont als Pastor an einer unitarischen Kirche in Troy, New York (1845–1849) und führte dann die First Parish Church (Unitarian) in Medford, Massachusetts (1849–1856). Er bewarb sich als Gouverneur für Massachusetts während der 1840er als Kandidat für die Liberty Party sowie in 1850 Kandidat der Free Soil Party für das US-Repräsentantenhaus. Nach zweiwöchigem Dienst als 76-jährlicher Militär-Kaplan bei der 22nd Massachusetts Volunteer Infantry während des Bürgerkriegs wurde Pierpont in das Finanzministerium nach Washington berufen, wo er bis kurz vor seinem Tode (1861) tätig war. Er starb 1866 in Medford, Massachusetts.
John Pierpont war auch der Großvater mütterlicherseits des Bankiers J. Pierpont Morgan. Für weitere Genealogie-Informationen siehe 20>16232 in "PIERPONT (PIERREPONT[E], PIERPOINT, etc.) GENEALOGIES, With Focus on the New England Pier(re)ponts of America."

## Literarische Werke
Pierpont machte sich literarisch einen Namen durch sein Buch Airs of Palestine: A Poem (1816), wiederveröffentlicht als Sammelband unter dem gleichen Namen in 1840. Er veröffentlichte auch moralische Literatur wie Cold Water Melodies und Washington Songster (comp. 1842). Außerdem ist er evtl. der anonyme Co-Autor von The Drunkard; or, The Fallen Saved (1844), welches W. H. Smith zugeschrieben wird, einem Schauspieler und Inspizient in Moses Kimballs Boston Museum (theatre). The Drunkard wurde schnell zu einem der bekanntesten Bühnenstücke der Mäßigungsbewegung in den USA.
Pierponts viele veröffentlichte Predigten enthalten unter anderem The Burning of the Ephesian Letters (1833), Jesus Christ Not a Literal Sacrifice (1834), New Heavens and a New Earth (1837), Moral Rule of Political Action (1839), National Humiliation (1840), und A Discourse on the Covenant with Judas (1842). Mit Veröffentlichung von Phrenology and the Scriptures (1850) wurde Pierpont nicht nur als Reform-Dozent, sondern auch als Experte für Phrenologie und Spiritualismus bekannt.
Pierpont war ein wichtiger Einfluss für reformoffene Vorkriegs-Lyriker. Zusammen mit John Greenleaf Whittiers Lyrik wurden Pierponts Gedichte regelmäßig bei öffentlichen Anti-Sklaverei-Treffen verlesen. Oliver Johnson, ein führender Anti-Sklaverei-Verleger und Kollege von Garrison, veröffentlichte Pierponts Anti-Slavery Poems in 1843. Die Sammlung enthält Gedichte die überwiegend in den Gedicht-Kolumnen von The Liberator und The National Anti-Slavery Standard veröffentlicht wurden. Pierponts Schriften wurden auch in viele Sammlungen über Anti-Sklaverei-Lyrik aufgenommen, wie William Allens Autographs of Freedom (1853).
John Pierpont ist nicht der Autor des Weihnachtslieds Jingle Bells wie fälschlicherweise durch Robert Fulghum in seiner Aufsatz-Sammlung It Was on Fire When I Lay Down on It (1989) angegeben. "Jingle Bells" wurde von seinem Sohn James Lord Pierpont geschrieben, der in Savannah (Georgia) lebte, Soldat bei den Alliierten während des Bürgerkriegs war und Lieder für die Vereinigten Staaten von Amerika schrieb, wie z. B. auch "Our Battle Flag", "Strike for the South" und "We Conquer or Die".